# 36 Возничего
36 Возничего (лат. 36 Aurigae), V444 Возничего (лат. V444 Aurigae), HD 40394 — двойная звезда в созвездии Возничего на расстоянии приблизительно 909 световых лет (около 279 парсеков) от Солнца. Видимая звёздная величина звезды — от +5,74m до +5,7m.

## Характеристики
Первый компонент — бело-голубая вращающаяся переменная звезда типа Альфы² Гончих Псов (ACV) спектрального класса B9,5pSiFe, или A1VpSi, или A0SiFe. Масса — около 4,42 солнечных, радиус — около 7,51 солнечного, светимость — около 724 солнечных. Эффективная температура — около 10046 К.
Второй компонент — коричневый карлик. Масса — около 65,32 юпитерианских. Удалён на 2,556 а.е..